# Richard Chenevix Trench

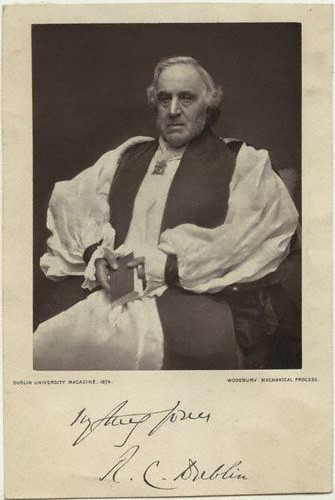
Richard Chenevix Trench

Richard Chenevix Trench (Dublín, 9 de septiembre de 1807-Londres, 28 de marzo de 1886), arzobispo anglicano, poeta, lexicógrafo e hispanista irlandés.

## Biografía
Estudió en Harrow School, donde hizo amistad con Charles Merivale y Charles Wordsworth, y se graduó en el Trinity College de la Universidad de Cambridge en 1829. En 1830 visitó España. Publicó en 1835 The Story of Justin Martyr and Other Poems, que fue bien recibido, y siguió en 1838 con Sabbation, Honor Neale, and other Poems y en 1842 Poems from Eastern Sources. Estos volúmenes revelan a un discípulo de William Wordsworth; simpatizaba asimismo con lord Alfred Tennyson, John Keble y Richard Monckton Milnes.
En 1851 ganó cierta fama de filólogo por The Study of Words. Siguieron otros volúmenes de ensayos, como English Past and Present (1855) y A Select Glossary of English Words (1859), que promovieron el estudio de la lengua inglesa, en especial sus Deficiencies in our English Dictionaries (1857), que dio un gran impulso al Oxford English Dictionary. Tuvo el empeño de revisar la traducción del Nuevo Testamento (1858) en un gran proyecto nacional. En 1856 dio a la estampa un valioso ensayo sobre Pedro Calderón de la Barca, con una traducción de parte de La vida es sueño en verso original. En 1841 publicó sus Notes on the Parables of our Lord y en 1846 Notes on the Miracles.
En 1856 Trench fue elegido deán de Westminster, y luego fue arzobispo de Dublín. En noviembre de 1884 abandonó este cargo por cuestiones de salud; pudo sin embargo publicar sus Lectures on Medieval Church History (1878); su obra poética fue recogida en dos volúmenes, cuya última edición data de 1885 y sus Letters and Memorials (2 volúmenes) se publicaron en 1886.
- Datos: Q11703211
- Multimedia: Richard Chenevix Trench / Q11703211